# Hörbranz
Hörbranz é um município da Áustria, situado no distrito de Bregenz, no estado de Vorarlberg. Tem 8,74 km² de área e sua população em 2019 foi estimada em 6.517 habitantes.